# Eugène Olivier
Eugène Victor Olivier (født 17. september 1881 i Paris, død 5. maj 1964 smst.) var en fransk fægter, som deltog i OL 1908 i London.

## Fægtekarriere
Olivier var tilmeldt i alle tre fægtediscipliner til de olympiske mellemlege 1906, men stillede ikke op i nogen af dem.
Han var igen meldt til OL 1908, denne gang i fleuret og kårde. Fleuret var ikke en officielt konkurrence ved legene, og hans placering kendes ikke. I den individuelle kårdekonkurrence var franskmændene fuldstændig overlegne og tog alle tre medaljeplaceringer. Olivier gik videre uden nederlag i både første og anden runde, og i semifinalen tabte han to kampe, men gik alligevel i finalen, som havde otte deltagere. Her vandt hans landsmand, Gaston Alibert, idet han som den eneste vandt fem kampe, mens Olivier sammen med to andre hver vandt fire. I kampen om de to øvrige podieplaceringer tabte Olivier til sin landsmand Alexandre Lippmann, men vandt over briten Robert Montgomerie, der også tabte til Lippmann, og dermed fik Lippmann sølv og Olivier bronze. I kårdeholdturneringen var franskmændene derfor storfavoritter, og holdet vandt (uden Olivier) 10-6 over Danmark i kvartfinalen, og i semifinalen (nu med Oliver på holdet) 11-4 over Storbritannien. Finalen mod Belgien blev en mere tæt affære, hvor franskmændene dog levede op til favoritværdigheden og vandt 9-7. I finalen stille franskmændene med de tre individuelle medaljevindere suppleret med Bernard Gravier. De øvrige fægtere på holdet var H. Georges Berger, Charles Collignon og Jean Stern.